# 베이징 증권거래소
베이징 증권거래소(중국어: 北京证券交易所, 영어: Beijing Stock Exchange)는 2021년 9월 3일 중화인민공화국에 설립되어 11월에 정식 영업을 시작한 증권거래소이다. 

## 같이 보기
- 홍콩 증권거래소
- 선전 증권거래소
- 상하이 증권거래소